# 13514 Mikerudenko
13514 Mikerudenko este un asteroid din centura principală de asteroizi.

## Descriere
13514 Mikerudenko este un asteroid din centura principală de asteroizi. A fost descoperit pe 18 iunie 1990 la Observatorul Palomar de Henry E. Holt. Asteroidul prezintă o orbită caracterizată de o semiaxă mare de 2,34 ua, o excentricitate de 0,22 și o înclinație de 6,9° în raport cu ecliptica.